# Richter Alexander Hold
Richter Alexander Hold – niemiecki serial telewizyjny typu court show emitowany na antenie Sat.1 w latach 2001–2013, w którym przedstawiono fikcyjne rozprawy sądowe w sprawach karnych. Role odgrywane były przez prawdziwych prawników. Pierwowzorem produkcji jest Richterin Barbara Salesch (Sędzia Barbara Salesch) emitowana na tym samym kanale w latach 1999–2012. 
Na niemieckim formacie produkowano polski odpowiednik zatytułowany Sędzia Anna Maria Wesołowska, który emitowany był na antenie TVN (2006–2011), a następnie TTV (2019–2020).
W dniach 13–17 września 2010 serial był emitowany pod zmienionym tytułem Familienfälle – Richter Hold, a w nim na wokandę trafiały sprawy o rozwód czy alimenty. W Polsce na tej zasadzie powstał odrębny serial zatytułowany Sąd rodzinny emitowany na antenie TVN w latach 2008–2011. W podobny sposób w 2012 roku sprawy rozpatrywane były w specjalnych tygodniach zatytułowanych Richter Alexander Hold – Spezial: Geheimnisse, które były emitowane kolejno 19–23 marca i 23–27 czerwca, natomiast model odcinków przypominał niejako operę mydlaną. 
28 listopada 2006 wyemitowano 1000. odcinek serialu, 19 października 2009 – 1500., a 4 grudnia 2012 – 2000. 2 maja 2011 został wyemitowany pierwszy odcinek w formacie 16:9.
20 grudnia 2012 zakończono prace nad odcinkami, co podano do informacji dzień później. Ostatnie zrealizowane odcinki wyemitowano w okresie od 2 stycznia do 12 lutego 2013 r. Od zakończenia produkcji aż do dziś program powtarzany jest codziennie na antenie Sat.1 Gold. Również w przypadku polskich odpowiedników powtórki emitowane są na siostrzanym kanale TVN – TVN 7.

## Realizm
Podobnie jak w innych serialach paradokumentalnych, rzeczywistość procesów karnych jest w serii ograniczona. Istotną różnicę stanowią ostre, po części polemiczne, bardziej jednak groteskowe sprzeczki między prokuratorem a obrońcą. Nieoczekiwane zwroty akcji udowadniające niewinność oskarżonego i demaskujące prawdziwego sprawcę, najczęściej jednego ze świadków, są także nieodzowną częścią formatu. Tak spełnia on swoją gatunkową rolę – wywołuje u widza napięcie budżetowymi metodami. Sugeruje mu jednak także, że postępowanie jak gdyby kończy i zaczyna rozprawa sądowa (że nie ma miejsca postępowanie przygotowawcze a świadkowie są po raz pierwszy przesłuchiwani właśnie na sali). W rzeczywistości akty oskarżenia popierane są gdy większość dowodów jest jednoznaczna, ich ilość wystarczająca a zajście jest dokładnie zbadane. Nieoczekiwane wydarzenia na rozprawie są zatem niezwykle rzadkie.  
Kolejną kwestią jest identyczna relacja między oskarżonymi, świadkami a sędzią w każdym odcinku. Prawie każdy świadek ma skrajną opinię na temat oskarżonego, szczególnie tyczy się to pokrzywdzonych. Niemal zawsze oskarżeni są ich największymi wrogami a ci – przekonani o ich winie. Podczas postępowania dowodowego ciągle dochodzi do kłótni między stronami, padają wyzwiska. Regularnie zdarzają się też bójki. Na występki sąd reaguje każdorazowo tak samo – udzielając surowego upomnienia lub wymierzając karę porządkową. W realnym świecie rozprawy toczą się w spokojnej, pozbawionej emocji atmosferze. Sąd jest miejscem podniosłym i przybiera się odpowiednią do niego postawę. 

## Obsada i produkcja
W role sędziego, prokuratorów i obrońców wcielali się prawdziwi prawnicy, a mundurowych również grali prawdziwi policjanci. Aktorami drugoplanowymi byli ławnicy, oskarżyciele posiłkowi, biegli, psychologowie i protokolanci. W ich role wcielają się aktorzy amatorzy, tj. w przypadku świadków i oskarżonych. Bardzo rzadko ale jednak byli to rzeczywiście aktorzy. 
Zestawienie ważniejszych aktorów i ich ról prezentuje poniższa tabela. 
| funkcja    | osoba                         | okres                |
| ---------- | ----------------------------- | -------------------- |
| sędzia     | Alexander Hold                | 2001–2013            |
| prokurator | Sewarion Kirkitadse           | 2001–2013            |
| prokurator | Stephan Lucas                 | 2001–2013            |
| prokurator | Benita Brückner               | 2003–2013            |
| prokurator | Dirk Althaus                  | 2003                 |
| prokurator | Christina Dissmann            | 2002–2003            |
| prokurator | Claudia Ellen Behr            | 2002                 |
| prokurator | Prof. Dr. Hans-Joachim Flocke | 2001-2002            |
| prokurator | Gitta Langenfeldt             | 2001                 |
| obrońca    | Ingo Lenßen                   | 2001–2007, 2010–2012 |
| obrońca    | Christian Vorländer           | 2003–2013            |
| obrońca    | Maria Isabella Kirkitadse     | 2006–2013            |
| obrońca    | Florian Wehner                | 2010–2011            |
| obrońca    | Dr. Alexander Stephens        | 2011–2013            |
| obrońca    | Jörn-Jacob Guthold            | 2006–2010            |
| obrońca    | Ama Walton                    | 2007–2010            |
| obrońca    | Dr. Birgit Schoeller          | 2003–2006            |
| obrońca    | Mandana Mauss                 | 2002–2006            |
| obrońca    | Ricarda Lang                  | 2001–2006            |
| obrońca    | Thorsten Wirths               | 2005                 |
| obrońca    | Ralf Brückner                 | 2003–2005            |
| obrońca    | Stefan Rochus Eber            | 2003–2004            |
| obrońca    | Nadja Lehmann                 | 2003                 |
| obrońca    | Barbara von Petersdorff       | 2001–2002            |
| obrońca    | Herbert Posner                | 2001–2002            |
| obrońca    | Laurent Mies                  | 2002                 |
| obrońca    | Christian Hoffmann            | 2001–2002            |
| obrońca    | Marco Wiens                   | 2001–2002            |
| strażnik   | Frank Seelhoff                | 2001–2013            |

Zdjęcia do serialu realizowane były w Studio 11 należącym do ProSiebenSat.1-Produktion, znajdującym się w Unterföhring pod Monachium. 

## Godziny emisji i oglądalność
Od samego początku, tj. 12 listopada 2001 r. serial był nadawany popołudniami od poniedziałku do piątku, od 8 maja 2004 r. również w soboty a od 18 września do 13 listopada 2005 r. nawet w niedziele. Powtórki często nadawano w nocy. Od 21 sierpnia do 29 grudnia 2006 r. godziną emisji w dni powszednie była 12.00 a w soboty 16:00, jak poprzednio. Od 2 stycznia 2007 r. wszystkie sześć odcinków nadawano o 16:00, z kolei o 12:00 emitowano powtórki (tylko w dni robocze). 
Po zakończeniu przez konkurencyjny kanał RTL emisji podobnej produkcji Das Strafgericht (2002–2008) oglądalność wzrosła o ponad 20%. 
Nawet w dziewiątym roku emisji seria uzyskała oglądalność wyższą niż średnia stacji, często ponad 3 mln widzów w grupie wiekowej 3+ (najwięcej: 3,88 mln). Emisja powtórkowa o godzinie 12:00 przyciągała średnio 1,7 mln widzów. 
7 kwietnia 2017 format wyemitowano na głównej antenie po raz ostatni. Od 2015 r. program jest powtarzany w nocnym paśmie Sat.1 Gold. Obecnie to jedyny czas emisji. 

## Siostrzane programy
Za siostrzany program uznaje się Lenßen & Partner (Lenßen i Partnerzy; zob. również: Malanowski i Partnerzy) (2003–2009; 2012). Główną rolę zagrał tam najdłużej występujący jako obrońca w Richter... Ingo Lenßen. Po zakończeniu tego serialu po dwuletniej przerwie powrócił do roli obrońcy. Lenßena i Partnerów wznowiono w marcu 2012 r. w zmienionej formule, w przeddzień wyemitowano crossover obu serialów. Ponownie zdjęto go w maju, po wyemitowaniu jednej serii z powodu zbyt niskiej, nierosnącej oglądalności. 
Po zdjęciu z anteny Sędziego Alexandra Holda 6 jego bohaterów (w tym sam sędzia) pojawiło się w nowej produkcji Sat.1 Im Namen der Gerechtigkeit – Wir kämpfen für Sie! (W imię prawa – walczymy dla ciebie!) (2013–2016). Wystąpili tam wspólnie z prawnikami z konkurencyjnego Das Strafgericht (RTL). W Polsce ten format był krótko emitowany w 2015 r. pod nazwą Wesołowska i mediatorzy. Zdjęto go po trzech odcinkach z powodu niskiej oglądalności a pozostałe wyprodukowane hurtem wyemitowano w TVN7.